# Clemens Fankhauser
Clemens Fankhauser (Rum, 2 september 1985) is een Oostenrijks voormalig wielrenner.

## Belangrijkste overwinningen
2007
3e etappe Grand Prix Willem Tell
2012
Ronde van Vojvodina II
2014
Eindklassement An Post Rás
2015
2 etappe Ronde van Szeklerland
Eindklassement Ronde van Szeklerland
2016
Eindklassement An Post Rás
Comploi · 
Denifl · 
Eibegger · 
Fankhauser · 
Gründlinger · 
Konečný · 
Lauscha · 
Murer · 
Pfannberger · 
M. Pichler · 
P. Pichler · 
Rohregger · 
Rucker · 
Starzengruber · 
Summer · 
Totschnig · 
Valach · 
Weisshaupt
Denifl · 
Eibegger · 
Fankhauser · 
G. Lauscha · 
R. Lauscha · 
Murer · 
Pichler · 
Radochla · 
Rohregger · 
Rucker · 
Schorn · 
Starzengruber · 
Summer · 
Thurau · 
Totschnig · 
Trampusch · 
Valach
Beuchat · Boillat · Bourgeouis · Burghardt · D.M.Chau · W.M.Chau · Fankhauser · Friedemann · Gollman · Kirsipuu · Locke · Ojavee · Tang · Tazreiter · Williams · Wong · Wu
Baldauf · Benetseder · Fankhauser · Graf · M.Hammerschmid · R.Hammerschmid · Hofer · Hopfgartner · Hrinkow · Meier · Müller